# Miacora leucegchytes
Miacora leucegchytes is een vlinder uit de familie van de Houtboorders (Cossidae). De wetenschappelijke naam van de soort is voor het eerst gepubliceerd in 1912 door Harrison Gray Dyar Jr..
De soort komt voor in Mexico.